# Rishra
Rishra là một thành phố và khu đô thị của quận Hugli thuộc bang Tây Bengal, Ấn Độ.

## Địa lý
Rishra có vị trí 22°43′B 88°21′Đ / 22,71°B 88,35°Đ Nó có độ cao trung bình là 16 mét (52 feet).

## Nhân khẩu
Theo điều tra dân số năm 2001 của Ấn Độ, Rishra có dân số 113.259 người. Phái nam chiếm 55% tổng số dân và phái nữ chiếm 45%. Rishra có tỷ lệ 74% biết đọc biết viết, cao hơn tỷ lệ trung bình toàn quốc là 59,5%: tỷ lệ cho phái nam là 79%, và tỷ lệ cho phái nữ là 69%. Tại Rishra, 10% dân số nhỏ hơn 6 tuổi.